# Sanatorium Lindenhof de Coswig
 (novembre 2020).
Le sanatorium Lindenhof de Coswig était un établissement psychiatrique privé, situé à Coswig en Saxe, fondé en 1845 et reconverti au fil du temps en un hôpital spécialisé.

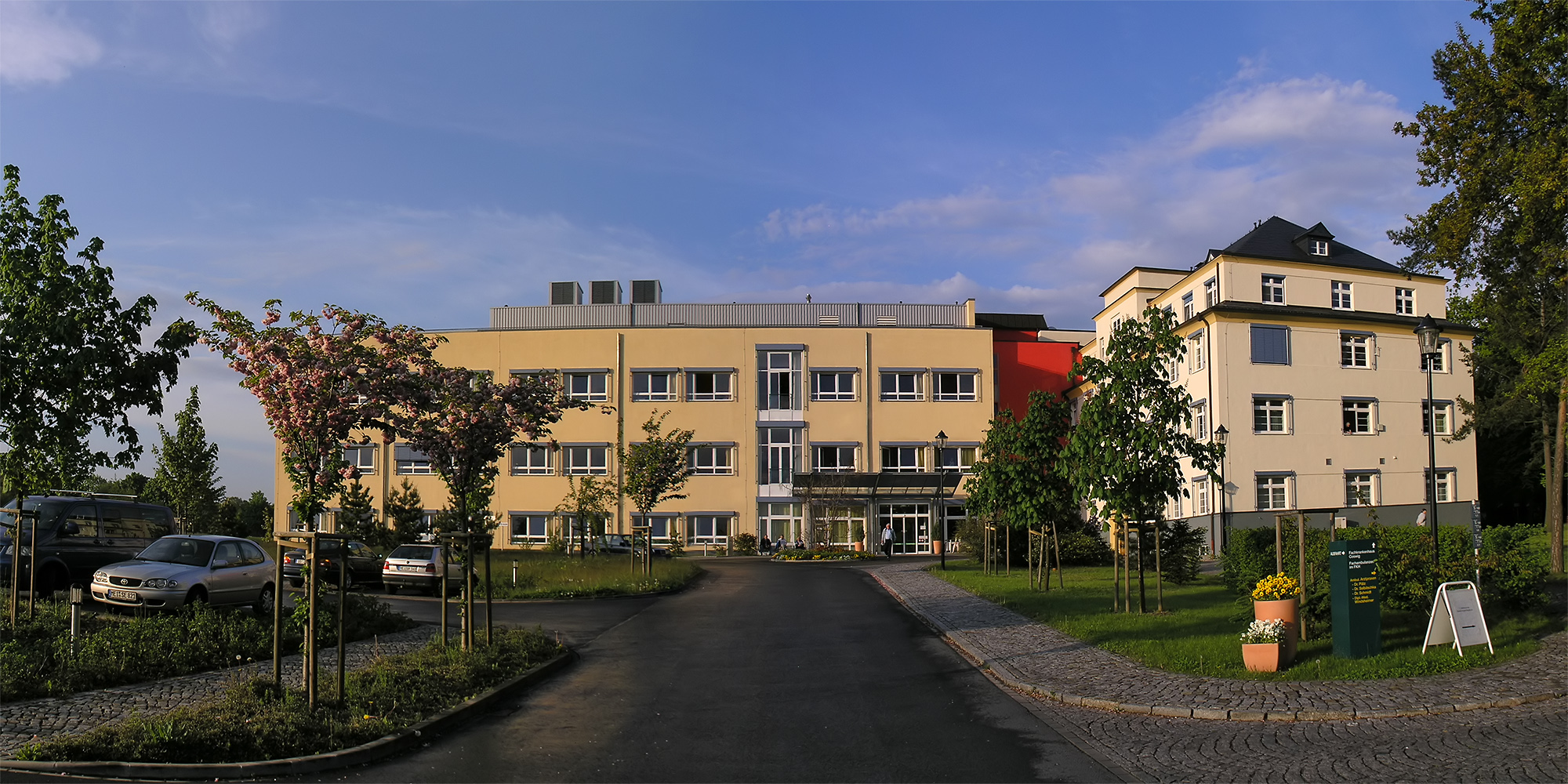
L'hôpital spécialisé de Coswig en mai 2008.

L'établissement est situé au 21, rue Neucoswiger, dans la ville saxonne de Coswig. Les bâtiments anciens de la période 1890–1896 sont répertoriés dans leur ensemble sous l'appellation Heilstätte Lindenhof  (maison de santé de Lindenhof). Dans le domaine, il existe de nombreux monuments architecturaux individuels situés dans le parc, espace protégé en qualité de témoignage de la conception de paysage et de jardin.

## Histoire
En 1845, le neurologue Friedrich Gustav Bräunlich (1800–1875) acquiert le Lindenhof, dont le nom fut mentionné pour la première fois en 1783, et transforme le domaine en hôpital psychiatrique. Depuis 1835, le médecin possédait un sanatorium pour malades mentaux dans le Niederlößnitz voisin avec Wackerbarths Ruh ', qu'il abandonna en déménageant. Le Lindenhof est ensuite cédé, en août 1891, à un nouveau propriétaire, Reginald H. Pierson, médecin aliéniste, qui aménage un parc jusqu'en 1892 et construit des pavillons de style chalets suisses, un bâtiment de ferme et une maison communautaire. En outre, les installations servent d'hôpital psychiatrique pour la « meilleure société ». C'est ainsi qu'il accueille de 1898 à 1904, la princesse Louise de Belgique, fille de Léopold II roi des Belges.
Après la Première Guerre mondiale, il n'a plus été possible de continuer à exploiter la clinique pour des raisons économiques. Cependant, l'ensemble du complexe de la clinique étant un bâtiment classé, il devait donc être conservé dans son intégralité en tant que patrimoine monumental.
En 1920, il est transformé en sanatorium pour les tuberculeux. En 1931, un complexe de bâtiments modernes est ajouté comme clinique chirurgicale. La clinique dispense l'enseignement universitaire de la clinique universitaire de médecine de Dresde depuis 1996. Après d'importants travaux de construction, le nouveau bâtiment des lits, la nouvelle unité de soins intensifs et les blocs opératoires reconstruits étaient prêts à être occupés en 2003.

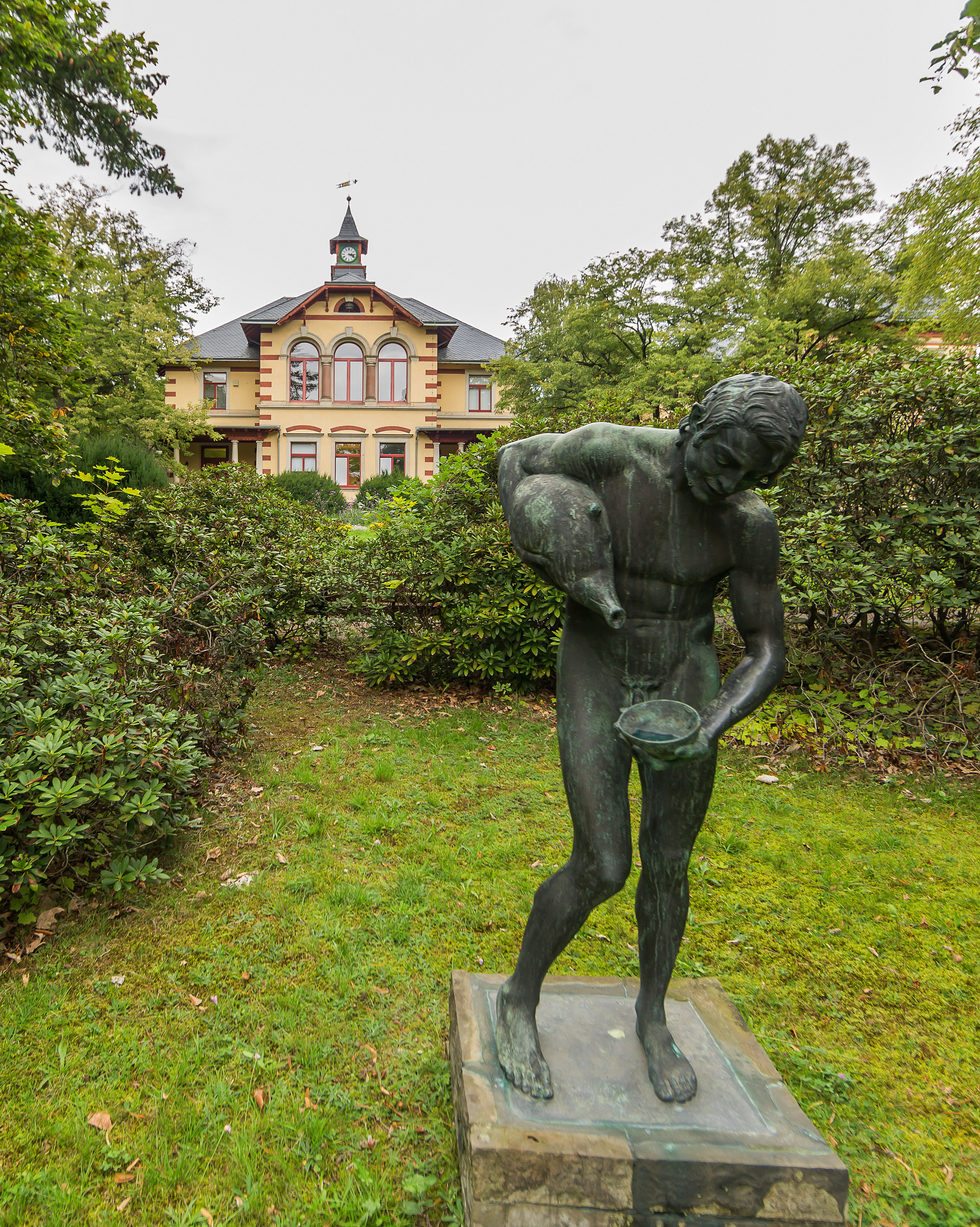
Le parc aux sculptures.

En 2007, la reconstruction de l'ancien bâtiment de la clinique s'est achevée avec la création d'un nouveau service d'infectiologie et la clinique de jour oncologique a été ouverte. Au cours des années suivantes, diverses autres mesures urbanistiques ont été prises, comme la rénovation du service de radiologie et du bâtiment social, qui sont devenus des cabinets médicaux. Entre autres, une nouvelle cafétaria a ouvert et une section est devenue une unité de soins intensifs pulmonaires. Le service de soins palliatifs, est ouvert en 2016. Le centre pulmonaire de référence de l'est de l'Allemagne et le réseau de compétences pour les maladies pulmonaires ont été créés un an plus tard.